# Municipio de Carl (Iowa)
El municipio de Carl (en inglés: Carl Township) es uno de los doce municipios ubicados en el condado de Adams en el estado estadounidense de Iowa. En el año 2000 el municipio tenía una población de 179 habitantes y una densidad poblacional de 1,9 personas por km².

## Geografía
El municipio de Carl se encuentra ubicado en las coordenadas 41°06′32″N 94°38′21″O / 41.10889, -94.63917..